# 御膳洞
御膳洞（ごぜんぼら）は、愛知県名古屋市守山区の地名。丁番を持たない単独町名である。住居表示未実施。

## 地理
名古屋市守山区の東部に位置し、西と南に弁天が丘、北に大森八龍と大森北、東に尾張旭市と接する。

## 歴史

### 町名の由来
旧字名に由来する。尾張藩主が当地において昼食を摂ったことに由来するという。

### 沿革
- 2004年（平成16年）10月25日 - 守山区大字大森の一部により、同区御膳洞として成立[1]。

## 世帯数と人口
2019年（平成31年）4月1日現在の世帯数と人口は以下の通りである。
| 町丁   | 世帯数  | 人口  |
| ------ | ------- | ----- |
| 御膳洞 | 332世帯 | 833人 |

### 人口の変遷
国勢調査による人口の推移
| 2005年（平成17年） | 779人 | [ WEB 6 ] |  |
| 2010年（平成22年） | 812人 | [ WEB 7 ] |  |
| 2015年（平成27年） | 839人 | [ WEB 8 ] |  |

## 学区
市立小・中学校に通う場合、学校等は以下の通りとなる。また、公立高等学校に通う場合の学区は以下の通りとなる。
| 番・番地等 | 小学校                 | 中学校               | 高等学校 |
| ---------- | ---------------------- | -------------------- | -------- |
| 全域       | 名古屋市立大森北小学校 | 名古屋市立大森中学校 | 尾張学区 |

## 施設
- 名古屋市立大森北小学校
- 雨池公園

1988年（昭和63年）3月28日供用開始。
- 御膳洞公園

1997年（平成9年）1月10日供用開始。
- 檀ノ浦公園

1978年（昭和53年）4月1日供用開始。

## その他

### 日本郵便
- 郵便番号 : 463-0029[WEB 3]（集配局：守山郵便局[WEB 12]）。

### WEB
1. ↑  “愛知県名古屋市守山区の町丁・字一覧”.   人口統計ラボ. 2017年3月26日閲覧。
2. 1 2  “町・丁目(大字)別、年齢(10歳階級)別公簿人口(全市・区別)”.   名古屋市 (2019年4月22日). 2019年4月23日閲覧。
3. 1 2  “郵便番号”.  日本郵便. 2019年3月17日閲覧。
4. ↑  “市外局番の一覧”.   総務省. 2019年1月6日閲覧。
5. ↑  名古屋市役所市民経済局地域振興部住民課町名表示係 (2015年10月21日). “守山区の町名”.   名古屋市. 2017年3月26日閲覧。
6. ↑  総務省統計局 (2014年6月27日). “平成17年国勢調査の調査結果(e-Stat) - 男女別人口及び世帯数 －町丁・字等”. 2019年3月23日閲覧。
7. ↑  総務省統計局 (2012年1月20日). “平成22年国勢調査の調査結果(e-Stat) - 男女別人口及び世帯数 －町丁・字等”. 2019年3月23日閲覧。
8. ↑  総務省統計局 (2017年1月27日). “平成27年国勢調査の調査結果(e-Stat) - 男女別人口及び世帯数 －町丁・字等”. 2019年3月23日閲覧。
9. ↑  “市立小・中学校の通学区域一覧”.   名古屋市 (2018年11月10日). 2019年1月14日閲覧。
10. ↑  “平成29年度以降の愛知県公立高等学校（全日制課程）入学者選抜における通学区域並びに群及びグループ分け案について”.   愛知県教育委員会 (2015年2月16日). 2019年1月14日閲覧。
11. 1 2 3  “都市公園の名称、位置及び区域並びに供用開始の期日” (2019年5月1日). 2019年11月3日閲覧。
12. ↑  “郵便番号簿 2018年度版” (PDF).   日本郵便. 2019年5月8日閲覧。

### 文献
1. 1 2 3 4  守山区制50周年記念事業実行委員会 2013, p. 356.